# 24977 Tongzhan
24977 Tongzhan (tên chỉ định: 1998 HE87) là một tiểu hành tinh vành đai chính. Nó được phát hiện bởi dự án Nghiên cứu tiểu hành tinh gần Trái Đất Lincoln ở Socorro, New Mexico, ngày 21 tháng 4 năm 1998. Nó được đặt theo tên Tong Zhan, an American high school student whose medicine và health sciences team project won second place ở the 2008 Giải thưởng Khoa học và Kỹ thuật Intel.